# جوزيف كوتس
جوزيف كوتس (بالإنجليزية: Joseph Coutts)‏ (و. 1945  م) هو أستاذ جامعي، وكاهن كاثوليكي من باكستان، والراج البريطاني، ولد في أمريتسار.

## مناصب
تولى منصب أسقف.

## التعليم
تعلم في St. Anthony High School, Lahore ‏.